# Monkey Island
Monkey Island
Spel:

The Secret of Monkey Island

Monkey Island 2: LeChuck's Revenge

The Curse of Monkey Island

Escape from Monkey Island

Tales of Monkey Island

Return to Monkey Island

Relevanta personer:
Ron Gilbert

Tim Schafer
Relevanta företag:
Lucasfilm Games / LucasArts

Telltale Games
Allusioner:
Grim Fandango  
Indiana Jones  
Loom  
Pirates of the Caribbean  
Sam & Max  
Star Wars
Se även
SCUMM  
Karibien  
Pirat  
Rom  
Redigera den här rutan
Monkey Island är en serie äventyrsspel som påbörjades 1990 av Lucasfilm Games. Serien skapades av Ron Gilbert men han var bara inblandad i de två första delarna. De tre första spelen är gjorda i olika versioner av spelmotorn Scumm, det fjärde i GrimE. Det femte spelet är gjort i Telltale Tool medan det sjätte skapades i Dinky, där Ron Gilbert åter ansvarade för spelets design.
Alla spelen utspelar sig i små piratsamhällen på olika (fiktiva) karibiska småöar i ett medvetet ohistoriskt 1700-tal. Otaliga detaljer från modern tid och väldigt få historiska referenser fungerar som en hyllning till vår subjektiva bild av pirater. Seriens första replik lyder: "Hi! My name's Guybrush Threepwood and I want to be a pirate!"

## Spel i serien
- The Secret of Monkey Island (Lucasarts, 1990)
- Monkey Island 2: LeChuck's Revenge (Lucasarts, 1991)
- The Curse of Monkey Island (Lucasarts, 1997)
- Escape from Monkey Island (Lucasarts, 2000)
- Tales of Monkey Island (Telltale Games, 2009) [1]
- The Secret of Monkey Island: Special Edition (remake av Secret) (Lucasarts, 2009)
- Monkey Island 2: LeChuck's Revenge: Special Edition (remake av LeChuck's revenge) (Lucasarts, 2010)
- Return to Monkey Island (Terrible Toybox, 2022) [2]

## Inspirationskällor
Ron Gilbert har flera gånger sagt att han hämtat inspiration från åkturen Pirates of the Caribbean på Disneyland och i seriens andra del finns en tydlig tribut till ett sceneri i åkturen. När Disney gjorde en film baserad på åkturen 2003 såg många Monkey Island-fans det även som någon form av filmatisering av spelserien.
I sin blogg "Grumpy Gamer" har Gilbert avslöjat att inspirationen till Monkey Island i själva verket var boken On Stranger Tides av Tim Powers. Många koncept i de två första spelen ska ha direkta motsvarigheter i boken. Samtidigt förtydligade han att åkattraktionen Pirates of the Caribbean främst inspirerade atmosfären i spelet.
Eftersom Lucasarts har rättighet att göra spel på både Star Wars och Indiana Jones förekommer mängder av referenser till dessa filmserier igenom hela spelserien.

## Återkommande karaktärer
| Guybrush Threepwood | Huvudperson, wannabe-pirat.                                    |
| Elaine Marley       | Guvernör och Guybrushs livs kärlek.                            |
| LeChuck             | Spök-, zombie- och slutligen demonpirat, Guybrushs ärkefiende. |
| Voodoo Lady         | Guybrushs ständiga siare och vodooexpert.                      |
| Stan                | Oförtröttlig försäljare.                                       |
| Herman Toothrot     | Tvångsmässig eremit.                                           |
| Wally B. Feed       | Kartograf.                                                     |
| Murray              | Odöd dödskalle med storhetsvansinne.                           |